# Distrikt Camaná
Der Distrikt Camaná liegt in der Provinz Camaná in der Region Arequipa im Südwesten von Peru. Der Distrikt hat eine Fläche von 11,1 km². Beim Zensus 2017 wurden 13.367 Einwohner gezählt. Im Jahr 1993 lag die Einwohnerzahl bei 14.093, im Jahr 2007 bei 14.758. Sitz der Distriktverwaltung ist die 12 m hoch und 2,5 km vom Meer entfernt gelegene Provinzhauptstadt Camaná. Neben der Stadt Camaná gibt es noch zwei kleinere Orte im Distrikt.

## Geographische Lage
Der Distrikt Camaná liegt im Flusstal des 4 km weiter westlich verlaufenden Río Camaná zentral in der Provinz Camaná. Der Distrikt besitzt eine knapp 3 km lange Küstenlinie am Pazifischen Ozean und reicht 4 km ins Landesinnere. Das Distriktgebiet ist stark besiedelt. Die nichtbesiedelten Flächen werden für die bewässerte Landwirtschaft genutzt.
Der Distrikt Camaná grenzt im Westen an den Distrikt Mariscal Cáceres, im Nordwesten an den Distrikt José María Quimper sowie im Nordosten und Osten an den Distrikt Samuel Pastor.